# أسيل العوضي
د. أسيل عبد الرحمن تقي العوضي من مواليد يونيو 1969، نائبة برلمانية سابقة وناشطة سياسية وأستاذة للفلسفة السياسية في جامعة الكويت وأول مرشحة لانتخابات مجلس الأمة الكويتي ضمن قائمة تيار سياسي التحالف الوطني الديمقراطي. حصلت على 5173 صوتاً في تجربتها الأولى لخوض الانتخابات في الدائرة الانتخابية الثالثة وذلك بفارق 885 صوتاً عن المركز العاشر الذي يؤهلها للفوز بالانتخابات .
أعلنت للناخبين بتاريخ 30 مارس 2009 عن عزمها خوض الانتخابات المقررة في 16 مايو 2009 . على يوتيوب. وفي انتخابات 2009 والتي يصادف موعدها مع الذكرى الرابعة لنيل المرأة الكويتية لحقوقها السياسية، دخلت التاريخ كإحدى أربع نساء يفزن للمرة الأولى بعضوية مجلس الأمة الكويتي، إذ نالت المركز الثاني في ترتيب الفائزين بالدائرة الانتخابية الثالثة بواقع 11860 صوتاً.

## المؤهلات العلمية
- بكالوريوس في الفلسفة مع تخصص مساند في العلوم السياسية من جامعة الكويت (1993).
- ماجستير ودكتوراه في الفلسفة السياسية من جامعة تكساس – أوستن في أميركا (2006).

## الخبرات الوطنية
- عضو مجلس الأمة الكويتي للفصل التشريعي الثالث عشر (2009).
- مرشحة لانتخابات مجلس الأمة 2008 وحازت على المركز الحادي عشر بفارق بسيط عن الفوز.
- متطوعة في حملة علي الراشد 2006
- المنسق الطلابي لحركة الدستور بعد حل مجلس الأمة عام 1986
- متطوعة في اللجنة الإعلامية في سفارة دولة الكويت في البحرين أثناء الاحتلال (1990 – 1991)
- من أوائل من دخلوا الكويت بعد تحريرها ضمن فريق الهلال الأحمر الكويتي (1991)
- متطوعة في اللجنة الوطنية لشؤون الأسرى والمفقودين (1991 – 1992)
- ساهمت في توثيق وتحديث ملفات الأسرى والمفقودين لتسليمها للصليب الأحمر والأمم المتحدة (1991)
- متطوعة في الجمعية الكويتية للدفاع عن ضحايا الحرب (1991 – 1993)

## الخبرات النقابية
- عضوة في قائمة الوسط الديمقراطي (1988 – 1993)
- عضوة في منظمة العفو الدولية (1988 – 1991)
- عضوة اللجنة الثقافية في نادي الفتاة (1988 – 1990)

## الخبرات العملية
- أستاذة في كلية الآداب في جامعة الكويت (2006 حتى الآن)
- باحثة ثقافية في سلسلة عالم المعرفة التابعة للمجلس الوطني للثقافة والفنون والآداب (1995 – 1996)
- باحثة إعلامية إدارة الاعلام الخارجي بوزارة الاعلام (1993 – 1995)